# Augy-sur-Aubois
Augy-sur-Aubois è un comune francese di 313 abitanti situato nel dipartimento del Cher, nella regione del Centro-Valle della Loira.

## Società

### Evoluzione demografica
Abitanti censiti